# آرثر تيل شفاب
آرثر تيل شفاب هو منافس ألعاب قوى سويسري، ولد في 4 سبتمبر 1896 في Dahlen, Saxony ‏ في ألمانيا، وتوفي في 27 فبراير 1945 في Siglingen ‏ في ألمانيا.

## وصلات خارجية
- آرثر تيل شفاب على موقع الاتحاد الدولي لألعاب القوى (الإنجليزية)
- آرثر تيل شفاب على موقع اللجنة الأولمبية الدولية (الإنجليزية)
- آرثر تيل شفاب على موقع أوليمبيديا (الإنجليزية)